# 張清玉 (石雕匠師)
張清玉，生卒年不詳，福建省泉州市惠安縣崇武鎮的峰前村蔣氏石匠後代，為大石雕匠師蔣馨的外孫，其人從小在父親張金山，於彰化縣鹿港鎮開設的「張金記」商號中耳濡目染，因此日後也成為石雕匠師，其著名的廟宇作品有：
- 三峽長福巖：門口石獅為李梅樹教授繪其輪廓草稿，頭手匠師蔣銀牆打出粗胚，後面由張清玉完成細工石雕。
- 鹿港天后宮：凌霄寶殿水車堵石雕[2][3]
- 關渡宮：三川殿石雕，參與的名匠有張木成、張清玉、施天福和劉英宏[4]。